# Deokjeokdo
Deokjeokdo är en ö i Sydkorea.   Den ligger i provinsen Incheon, i den nordvästra delen av landet, 80 km väster om huvudstaden Seoul. Arean är 21 kvadratkilometer.